# Фоту, Марин
Мари́н Фоту́ (фр. Marine Fauthoux; 23 января 2001, По, Франция) — французская баскетболистка, выступающая на позиции разыгрывающего защитника.

## Карьера
Родилась 23 января 2001 года в городе По, Франция. В 14 лет стала частью Федерального баскетбольного центра. В апреле 2018 года присоединилась к профессиональному клубу «Тарб Жесп Бигор».
В апреле 2020 года подписала контракт с «Лионом». В январе 2021 года продлила соглашение ещё на три сезона, однако позднее была отдана в двухлетнюю аренду клубу «Ланды». 15 апреля выбрана на драфте ВНБА 2021 года в третьем раунде под общим двадцать девятым номером командой «Нью-Йорк Либерти». По итогам сезона 2021/22 Евролиги была признана лучшим молодым игроком. В апреле 2022 года вместе с командой стала обладательницей Кубка Франции.

### В сборной
Принимала участие на чемпионах Европы среди девушек до 16 лет в 2016 и 2017 годах, по результатам которых сборная Франции заняла третье и первое места соответственно. В 2018 году играла в составе сборной на чемпионате мира среди девушек до 17 лет, завоевала серебряные медали, уступив в финальном матче команде США.
В 2019 году дебютировала в национальной сборной Франции на чемпионате Европы, по итогам которого вместе с командой заняла второе место. В 2021 году завоевала бронзовые медали в рамках летних Олимпийских игр в Токио.

## Личная жизнь
Отец Марин — французский баскетболист и тренер Фредерик Фоту.

## Награды
- Кавалер Национального ордена «За заслуги» (указ от 8 сентября 2021 года)[14]